# NGC 63
NGC 63 je galaksija u zviježđu Ribe.

## Vanjske poveznice
- SEDS: NGC 0063